# Істоміна Авдотья Іллівна
Авдотья Іллівна Істоміна (6 (17 січня) 1799 — 26 червня (8 липня) 1848) — російська артистка балету. З 1816 р. — провідна танцюристка балетної трупи Санкт-Петербурга. Виконавиця провідних партій в балетах Шарля-Луї Дідло. Перша створила пушкінські образи на балетній сцені: «Кавказький полонений, або Тінь нареченої», «Руслан і Людмила, або Повалення Чорномора, злого чарівника». Її мистецтво оспіване О. С. Пушкіним в «Євгенії Онегине».

## Початок кар'єри
Авдотья Істоміна народилася в 1799 році. Де пройшло її дитинство і хто були батьки, невідомо. Вчилася вона в Петербурзькій балетній школі і ще ученицею виступала на імператорській сцені. Закінчивши школу в 1816-м-коді, 17-літня танцюристка дебютувала в балеті «Ацис і Галатея» і відразу ж зайняла лідерське положення в трупі. З часом її амплуа ставало все розмаїтішим: Ліза в «Марній обережності», Луїза в «Дезертирові», Кора в «Корі і Алонзо»… «Мімічний дар і технічна завершеність танцю, ці ідеальні для танцюристки якості, природно поєднувалися в ній», — пише знавчиня балетного мистецтва Віра Красовська. А малу утворену Авдотьі Іллівни заповнювала інтуїція великої артистки. Балет «Кавказький полонений, або Тінь нареченої», показаний на сцені Великого Санкт-петербурзького театру, навіки зв'язав три імені: Пушкіна, Істоміної і балетмейстера Дідло. Як завжди, танцюристка була прекрасна: легкий блакитний костюм підкреслював стрункість її фігури. Невисокого зросту, чорноока брюнетка, ставна і гнучка, вона дуже личила для ролі Черкески.
Вона була ровесницею Пушкіна, і до імені прославленої балерини поет повертався в своїх творах не раз. Серед чорнових рукописів Пушкіна зберігся план задуманого ним роману «Дві танцівниці», однією з героїнь якого повинна була стати Істоміна, що танцювала в балеті Дідло. Він захоплювався нею у свій час, не шкодував похвали.

## Стосунки
Для поета Авдотья Істоміна залишалася не лише однією з красивих жінок його часу, але і першою романтичною танцюристкою. Саме у ній бачив Пушкін ідеальну представницю російської школи танцю, що надихнула його на дивні рядки про «душею виконаному польоті». До речі, саме Пушкін з'явився «винуватцем» зародження легенди про східне походження Істоміної, іменуючи її в листах братові «Черкескою».
Вони зустрічалися в стінах театру, а також у відомого письменника і театрального діяча князя Шаховського, в будинку якого гаряче обговорювалися нові твори і акторські дебюти. Треба сказати, що Авдотья Іллівна взагалі була близька до кола письменників і поетів, дружила з Грібоєдовим. Юна Істоміна надавала перевагу не безлічі прихильників, а штаб-ротмістру Шереметеву, веселому, добродушному, злегка легковажному гульвісі, закоханому в балерину. Вона, як оповідають біографи, «зближувалася» з ним і оселилася на його квартирі, де прожила близько двох років. Шереметев був надзвичайно ревнивий, і якось після чергового з'ясування стосунків Істоміна вирішила на якийсь час оселитися у подруги.
Грібоєдов, проводжаючи пізно увечері Істоміну після спектаклю, запросив її до себе, не попередивши, що жив на квартирі у приятеля камер-юнкера А. П. Завадовського, що колись намагався «крутити „Амури“ з Авдотьєю». Граф Олександр Завадовський, спадкоємець величезного стану, був зайнятий марнотраченням спадку. Холодний цинік і егоїст, він того вечора, судячи з визнання Істоміної слідству, «після деякого часу пропонував їй любов, але жартома або насправді, того не знає…». Тоді Грібоєдов відвіз танцюристку на квартиру акторки Марії Азаревічевої. Коли Шереметев розшукав її у подруги, то спочатку вибачився і відвіз до себе. А вже удома став допитуватися, де і з ким вона була, обіцяючи застрелитися на її очах або застрелити її, якщо не зізнається. Ревнивець, випитуючи «правду», з обуренням взнав, що їх сваркою так мерзотно скористався Завадовський, і викликав того на дуель. Друг Шереметева, Олександр Якубович, корнет лейб-гвардії уланського полку, погодився стати його секундантом і, у свою чергу, викликав на дуель Грібоєдова. Подвійний поєдинок, що увійшов до історії як «дуелі четверо», відбувся на Волковому кладовищі.
Постріл Завадовського виявився «вдалим»: спливавшого кров'ю Шереметева відвезли додому, де він помер через добу в страшних муках — від тієї ж самої рани, від якої через 20 років загине Пушкін. Друга дуель була відкладена (Якубович і Грібоєдов продовжили її на Кавказі через час). Шереметева жаліли, в героїчному світлі з'являвся Якубович. Єдиним винуватцем називали Грібоєдова. Завадовському запропонували покинути Росію. А балерина довго оплакувала убитого коханого.

## Професійне падіння
На 20-му році служби обважнілій і втратившій минулу жвавість танцюристві в два рази понизили платню. Ображена, Істоміна не здалася. Вона продовжувала виступати, лише перейшла на амплуа мімічної акторки. У проханні до дирекції вона просила дозволу на поїздку для покращення здоров'я. Необхідність цього лікування підтвердила лікарка, тим більше що травма сталася під час спектаклю. Резолюцію на проханні написав сам Микола I, повелівши «Істоміну звільнити нині зовсім від служби». Сталося це в 1836 році. Останній її виступ відбувся 30 січня цього року. Того вечора навіть не було балетного спектаклю: Істоміна танцювала російську на сцені Александрінського театру. «Я бачила Істоміну вже ваговитою жінкою, що розтовстіла, літньою, — пише уїдлива А. Я. Панаєва. — Бажаючи здаватися моложавою, вона була завжди набілена і нарум'янена. Волосся у неї було чорне, як смола: говорили, що вона його фарбує. Очі в Істоміної були великі, чорні і блискучі. У нас вона раніше не бувала, але тепер приїхала просити батька приготувати до дебюту вихованця Годунова, рослого, широкоплечого, з тупуватим виразом обличчя хлопця. Вона протегувала йому. Батько прямо сказав Істоміній, що Годунов — найбездарніший хлопець. Істоміна не повірила і звернулася к В. А. Каратигину. Не знаю, чи правда, ніби Каратигин отримав від Істоміної значний дарунок за свої заняття з Годуновим.
Незабаром після цього Істоміна одружилася з Годуновим, і він швидко розтовстів. Коли він сидів в ложі з дружиною, то самовдоволено на всіх поглядав, бо сяяв діамантами. Але недовго Істоміна насолоджувалася пізнім подружнім щастям: чоловік схопив тиф і помер. Вдова спорудила дорогий пам'ятник чоловікові і навіть збиралася поступити в черниці. Вже у віці балерина одружилася з драматичним акторои Павлом Екуніним — першим виконавцем ролі Зубоскала в грибоєдовському «Лиху з розуму», що прекрасно танцював мазурку. Не випадково він став її партнером на останньому виступі! Екунін пішов з театру незабаром після відставки своєї знаменитої дружини.

## Пізні роки
Загинула від холери. Поховали Істоміну вельми скромно, а на могильній плиті написали: «Авдотья Іллівна Екуніна, відставна артистка». Всього на кілька місяців пережив її і чоловік. Некролог в «Північній бджолі» з'явився через рік після смерті танцюристки.